# Ryo Mizuno (motorcoureur)
Ryo Mizuno (Japans: 水野 涼, Mizuno Ryō) (Kiryu, 31 mei 1998) is een Japans motorcoureur.

## Carrière
In 2013 maakte Mizuno zijn debuut in de J-GP3-klasse van het All Japan Road Race Championship, waar hij met 74 punten op de achtste plaats eindigde. In 2014 behaalde hij één overwinning en twee andere podiumplaatsen, waardoor hij met 119 punten als tweede eindigde in het kampioenschap, achter Sena Yamada. Dat jaar nam hij ook deel aan de Asia Talent Cup, waar hij een podiumplaats behaalde op het Sentul International Circuit. Hij eindigde op de zesde plaats in het klassement met 81 punten. In 2015 werd hij kampioen in de J-GP3 met drie overwinningen en 115 punten. Hij maakte in 2015 ook zijn debuut in de Moto3-klasse van het wereldkampioenschap wegrace op een Honda voor het team Musashi RT Harc-Pro tijdens zijn thuisrace, maar haalde de finish niet.
In 2016 stapte Mizuno over naar de J-GP2-klasse van het All Japan Road Race Championship. Hij behaalde twee podiumplaatsen en eindigde met 99,7 punten als derde in het klassement, achter Naomichi Uramoto en Taro Sekiguchi. In 2017 werd hij kampioen in deze klasse met vijf overwinningen en 154 punten. Hij keerde dat jaar ook terug naar het WK wegrace, waar hij in de Moto2-klasse zijn thuisrace reed op een Kalex. Hij eindigde op de 22e plaats in die race.
In 2018 reed Mizuno in de superbike-klasse van het All Japan Road Race Championship, waar hij met 106 punten als elfde eindigde. In 2019 behaalde hij drie podiumplaatsen en werd hij met 218 punten vierde, achter Katsuyuki Nakasuga, Takumi Takahashi en Kohta Nozane. In 2020 behaalde hij opnieuw drie podiumplaatsen en werd hij opnieuw vierde, ditmaal achter Nozane, Ryuichi Kiyonari en Sodo Hamahara, met 120 punten.
In 2021 maakte Mizuno de overstap naar het Brits kampioenschap superbike, waar hij uitkwam voor het team Honda Racing. Zijn beste race-uitslag was een twaalfde plaats op Silverstone en hij eindigde als 22e in het klassement met 11 punten. In 2022 bleef hij actief voor dit team en behaalde opnieuw een twaalfde plaats als beste resultaat, ditmaal op het Thruxton Circuit. Met 18 punten zakte hij naar de 23e plaats in het eindklassement. In 2023 keerde hij terug naar het Japans kampioenschap superbike, waar hij op een Honda reed. Daarnaast maakte hij dat jaar zijn debuut in het wereldkampioenschap superbike voor het team MIE Racing op een Honda, als vervanger van de geblesseerde Eric Granado, tijdens het weekend op Misano.